# Benacantil

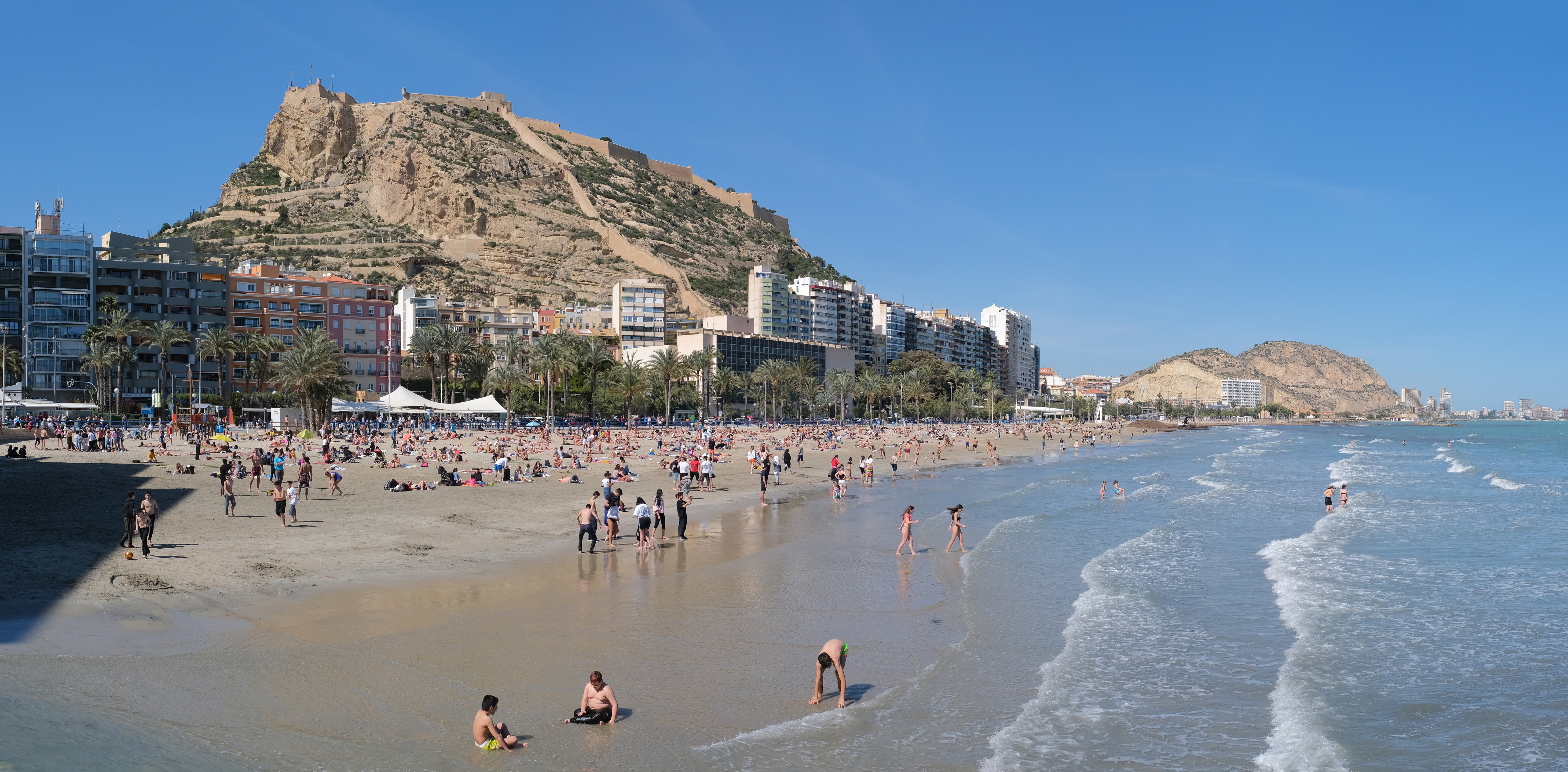
Berg Benacantil mit Castillo de Santa Bárbara

Der Benacantil ist ein 167 Meter hoher Berg im Stadtzentrum von Alicante. Er gehört zu den beliebtesten Sehenswürdigkeiten der Stadt, nicht zuletzt wegen der sogenannten „Cara del moro“ (deutsch Maurengesicht) an der Silhouette des Berges. Auf dem Berg befinden sich das Castillo de Santa Bárbara sowie mehrere kleine Wohnviertel. Die Bergspitze bietet einen hervorragenden Ausblick auf die Stadt und das Mittelmeer.

## Flora und Fauna
Auf dem Berg sind folgende Pflanzen angesiedelt:
- Die Salsola oppositifolia wurde von den Einwohnern eingepflanzt und ist eine häufige Pflanze in Küstennähe. Die Salsola oppositifolia ist giftig für Ziegen.
- Weitere Pflanzen (die heutzutage als invasive Pflanzen gelten) wurden aus dem Ausland importiert wie z. B. die Agave americana und die Opuntia ficus-indica.
- Ansonsten gibt es noch endemische Pflanzen wie z. B. die Aloysia polystachya.

Des Weiteren wird er von verschiedenen Tierarten bewohnt:
- Neben Seemöwen kann man auch Rotkehlchen, dem Girlitz und der Amsel begegnen.
- Des Weiteren wurde 2018 eine große Anzahl Igel entdeckt.

## Architektur
Auf der Bergspitze befindet sich das Castillo de Santa Bárbara, welches einst einen großen strategischen Wert für die Stadt besaß. Heute ist die Burg eine der beliebtesten Sehenswürdigkeiten von Alicante und zählt zum historischen Kulturgut von Spanien.
Am Fuß des Berges befinden sich der Park Parque de la Ereta, sowie die Wohnviertel Santa Cruz, San Roque, San Antón y el Raval Roig.
Außerdem ist der Berg verbunden mit der Avenida Jaime II, unter welcher sich die U-Bahn von Alicante befindet.

## Bildergalerie

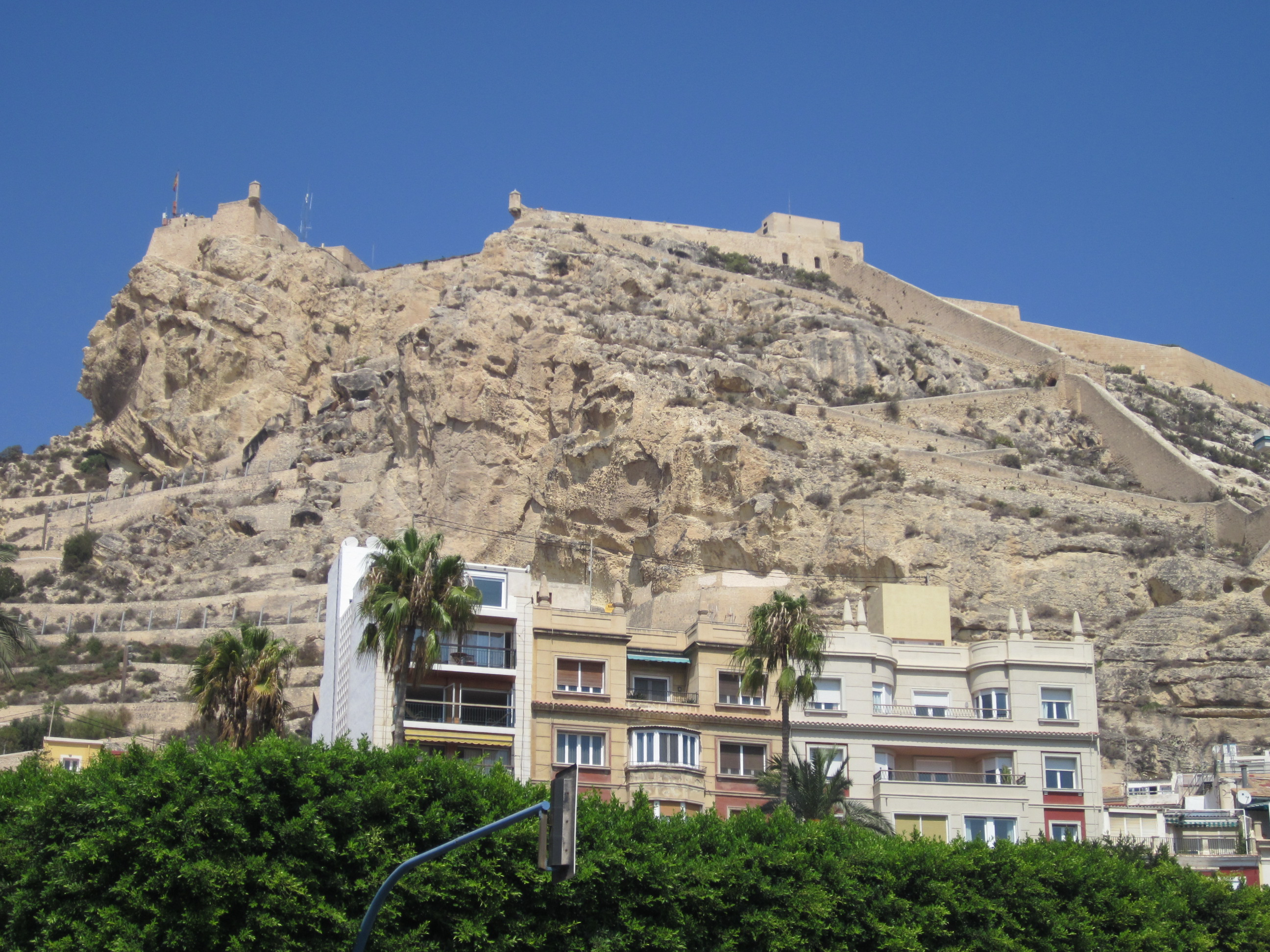
Nähere Ansicht des Berges
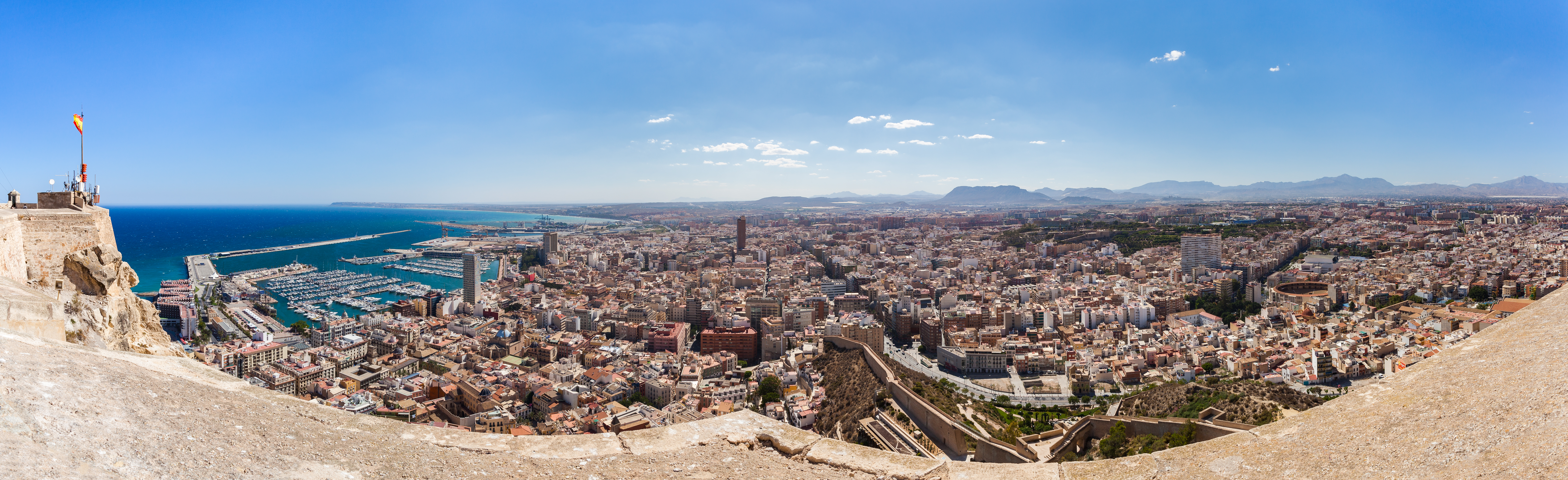
Ausblick
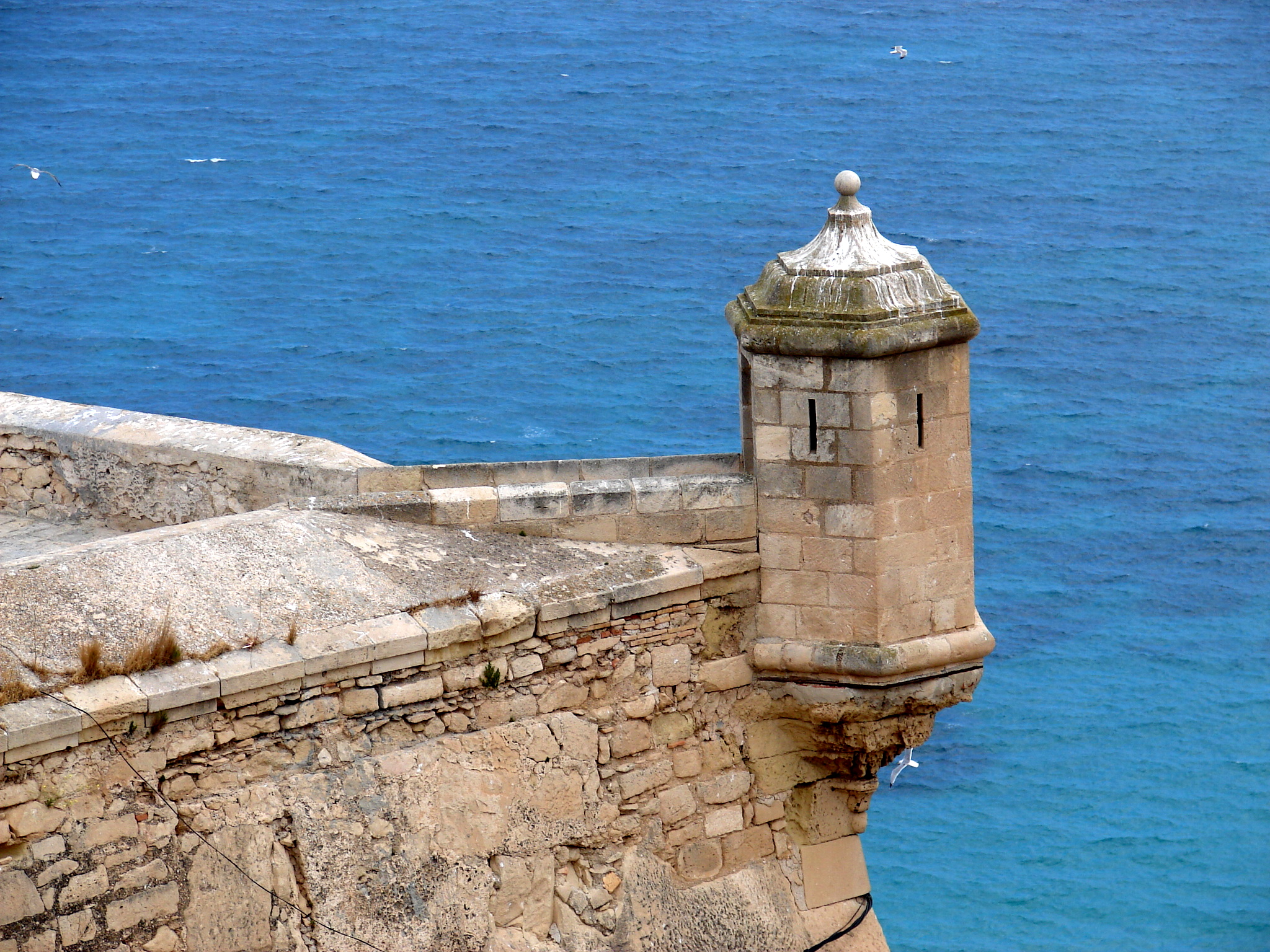
Ausblick 2
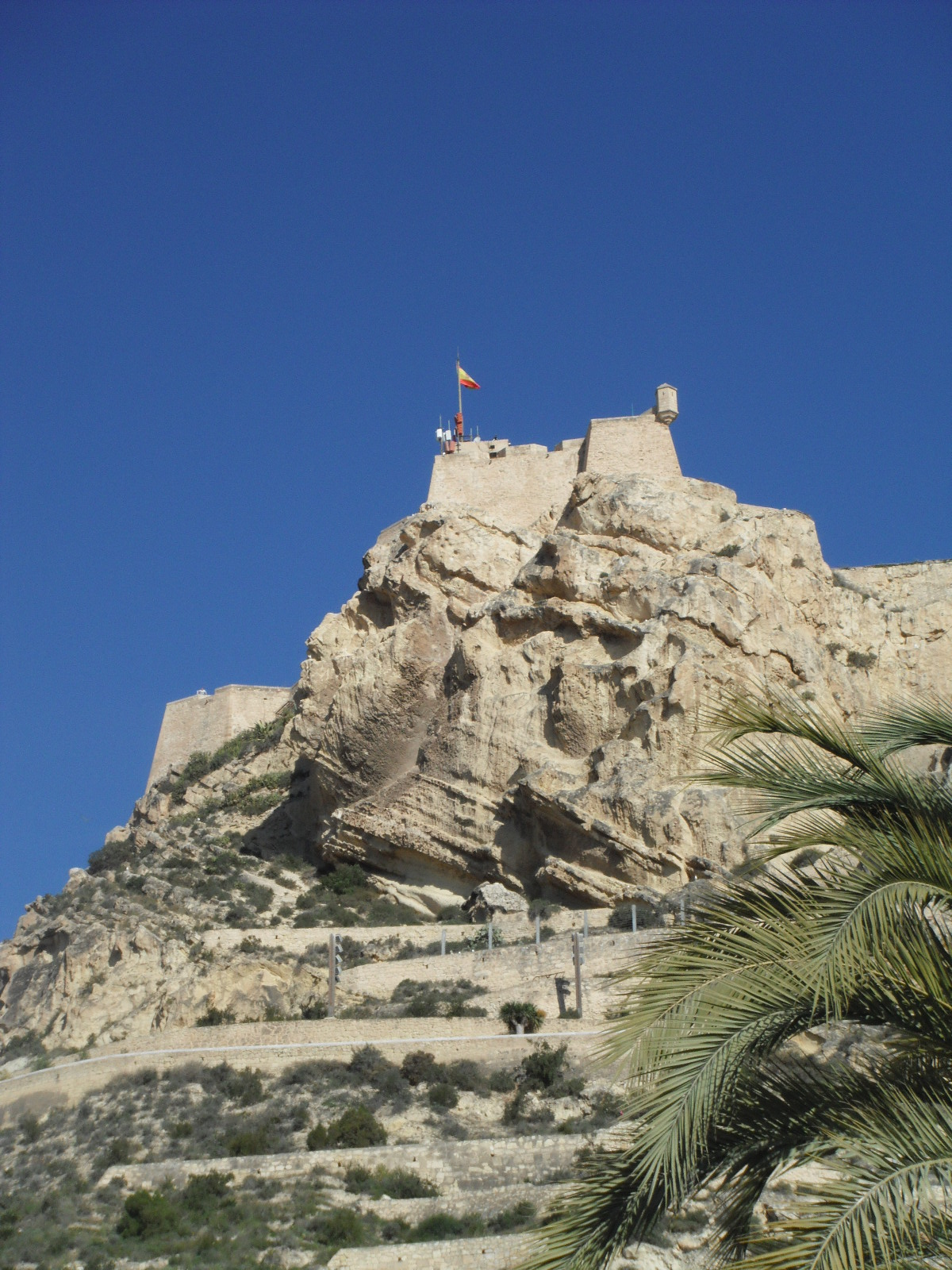
Das „Maurengesicht“
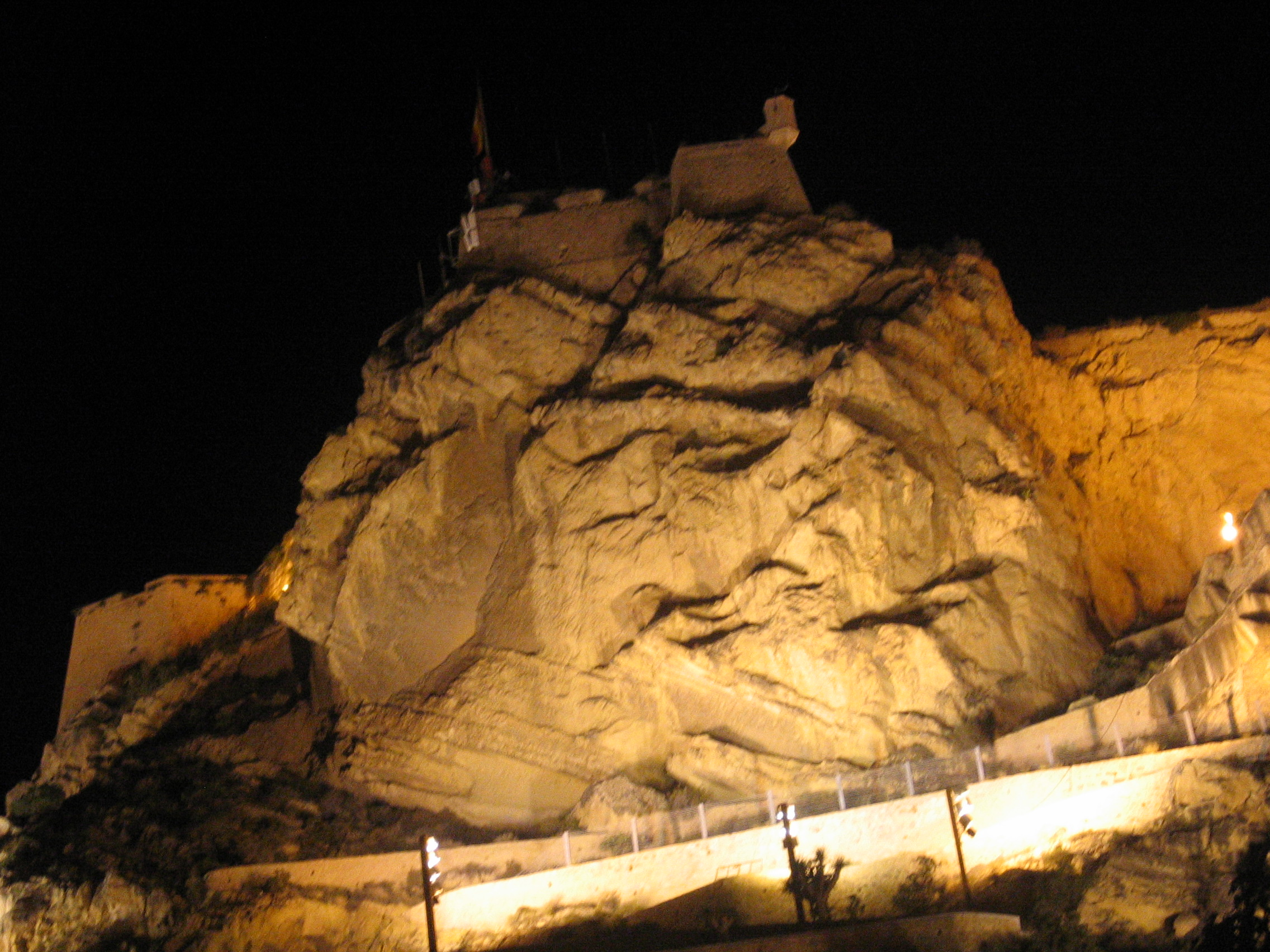
Das „Maurengesicht“ bei Nacht